# سین فیراسی

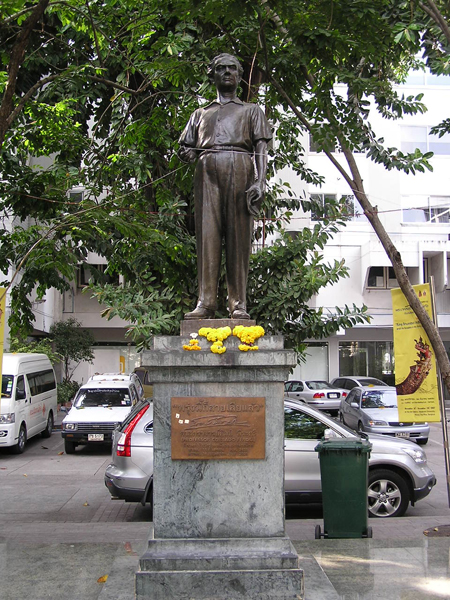
مجسمه سین فیراسی در دانشگاه سیلپاکورن

سین فیراسی (به تایلندی: ศิลป์ พีระศรี) یا سیلپا بهیراسری (به انگلیسی: Silpa Bhirasri) با نام اصلی کورادو فروچی (به ایتالیایی: Corrado Feroci) (۱۵ سپتامبر ۱۸۹۲ – ۱۴ مارس ۱۹۶۲) یک مجسمه‌ساز بود که در ایتالیا به‌دنیا آمد و به‌طور عمده در تایلند مشغول به کار شد. او به عنوان پدر هنر مدرن تایلند و نقشش در برپایی دانشگاه سیلپاکورن شناخته می‌شود.

## زندگی
فروچی در فلورانس ایتالیا متولد شد و در سال ۱۹۲۳ با دعوت راما ششم پادشاه تایلند برای آموزش مجسمه‌سازی غربی به تایلند دعوت گردید. در سال ۱۹۴۳ او دانشگاه سیلپاکورن را تأسیس کرد که دانشگاه هنرهای زیبا است.
در سال ۱۹۴۴ زمانی که ایتالیا در جنگ جهانی دوم به متحدین پیوست فروچی نام خود را تغییر داد و ملیت خود را به یک تایلندی تبدیل کرد تا از دستگیری توسط ارتش اشغالگر ژاپن جلوگیری کند. پیش‌تر او از همسرش در ایتالیا جدا شده و چند سال بعد با یکی از شاگردان تایلندی خود ازدواج کرده بود.
فروچی یا فیراسی طراح و مجسمه‌ساز بسیاری از بهترین یادمان‌های تاریخی بانکوک و چندین مجسمه از پادشاهان تایلند بود. از جمله بنای یادمان دموکراسی، بنای یادمان پیروزی و مجسمه پادشاه راما اول در پل یادمان.

## مرگ
او در حومه جنوبی فلورانس (ایتالیا) به خاک سپرده شده‌است.

## بزرگداشت
یاد او هر ساله در روز تولدش ۱۵ سپتامبر، در تایلند با عنوان «روز سین فیراسی» بزرگ داشته می‌شود.
در سال ۱۹۹۲ در صدمین سالگرد تولد او تمبر تایلندی در یادبود این هنرمند ایتالیایی‌تبار منتشر شد.
در ۱۵ سپتامبر ۲۰۱۶ موتور جستجوی گوگل به مناسبت ۱۲۴مین سالروز تولد فیراسی و به افتخار او گوگل دودل صفحه اصلی خود را در تایلند تغییر داد.